# Echo (Plastic Tree)
echo (echo?) è il terzo EP della rock band visual kei giapponese Plastic Tree. È stato pubblicato il 5 marzo 2014 dall'etichetta major Victor Entertainment in occasione delle celebrazioni per il 20ennale della band, accompagnate dal grande tour nazionale Kinen (樹念? "Memoriale degli alberi") le cui date finali sono due concerti presso il Tokyo Dome.
Esistono due edizioni dell'album: una normale con custodia jewel case, ed una speciale in edizione limitata con custodia digipack in cartoncino e DVD extra.

## Tracce
Dopo il titolo è indicata fra parentesi "()" la grafia originale del titolo.
1. Kodama (木霊?) - 2:05 (Ryūtarō Arimura, Akira Nakayama, Tadashi Hasegawa, Kenken Satō)
2. Kyokuron (曲論?) - 4:12 (Ryūtarō Arimura - Tadashi Hasegawa)
3. Kiki (嬉々?) - 4:03 (Akira Nakayama)
4. Rinbu (輪舞?) - 4:44 (Tadashi Hasegawa - Akira Nakayama)
5. Dōkō (瞳孔?) - 4:39 (Ryūtarō Arimura - Tadashi Hasegawa)
6. Amaoto (雨音?) - 3:56 (Kenken Satō)
7. Kage'e (影絵?) - 4:23 (Ryūtarō Arimura)

### DVD
1. Kage'e (影絵?); videoclip

## Singoli
- 04/09/2013 - Dōkō

## Formazione
- Ryūtarō Arimura - voce e seconda chitarra
- Akira Nakayama - chitarra, cori, PC
- Tadashi Hasegawa - basso e cori
- Kenken Satō - batteria